# Łąkówko
Łąkówko (deutsch Lankow b. Bad Polzin) ist ein Dorf in der polnischen Woiwodschaft Westpommern und gehört zur Gmina Połczyn-Zdrój (Bad Polzin) im Kreis Świdwin (Schivelbein).

## Geographie
Łąkówko liegt 13 Kilometer nördlich von Połczyn-Zdrój und ist über die Woiwodschaftsstraße Nr. 163 Kołobrzeg (Kolberg) – Wałcz (Deutsch Krone) über den Abzweig Bolkowo (Bolkow) zu erreichen. Die nächste Bahnstation ist Rąbino (Groß Rambin) an der PKP-Linie Nr. 202 Bahnstrecke Gdańsk–Stargard.

## Geschichte
Lankow war ein altes Lehen der Familie vom Wolde, die es bis 1867 immer von dem Vater auf den Sohn weiter vererbt hat. Der Gutsbezirk Lankow wurde mit dem Gutsbezirk Lasbeck zur Gemeinde Lasbeck vereinigt. Auch heute bestehen noch traditionelle Verbindungen zwischen beiden Orten in der jetzigen Gmina Połczyn-Zdrój. Bis 1945 gehörte Lankow zum Landkreis Belgard (Persante) und liegt heute im neu gebildeten Powiat Świdwiński.
Kirchlich gehörte Lankow bis 1945 zum Kirchspiel Woldisch Tychow (polnisch: Tychówko) im Kirchenkreis Belgard in der Kirchenprovinz Pommern der evangelischen Kirche der Altpreußischen Union.
Heute gehört Łąkówko zum Kirchspiel Koszalin (Köslin) in der Diözese Pommern-Großpolen der polnischen Evangelisch-Augsburgischen Kirche.